# Skovvejen
Skovvejen är en 19,4 km två- och fyrfilig motortrafikled i Danmark som går från Kalundborgmotorvejen vid Dramstrup till Vikinge, cirka 15 km från Kalundborg. Vägen är en del av Primærrute 23.
Mellan 2013 och 2019 blev den östligaste delen, cirka 12,5 km från Motorvejkryds Holbæk vid Elverdam till Dramstrup, omgjord till motorväg, som utgör en del av Kalundborgmotorvejen.

| \| \| Nr \| Namn \| Skyltning \| \| \| -- \| -------- \| --------- \| \| \| \| Mørkøv \| 231 \| \| \| \| Jyderup \| \| \| \| \| Svebølle \| 155 \| 1. |    |          |           |
| | Nr | Namn     | Skyltning |
| |    | Mørkøv   | 231       |
| |    | Jyderup  |           |
| |    | Svebølle | 155       |